# Jardín paleobotánico del Mata
El Jardín paleobotánico, situado en esta calle do Sertão, 67, en la localidad de Mata, en el estado de Río Grande del Sur, Brasil.

## Descripción
Reserva natural fósil, con una superficie de 36.000 m². Bosque petrificado, que están fosilizados en su lugar de origen. Esta en la Formación Caturrita y la fecha del Triásico Superior.